# Parafia św. Mikołaja w Pyskowicach
Parafia św. Mikołaja – rzymskokatolicka parafia znajdująca się w Pyskowicach. Parafia należy do diecezji gliwickiej i dekanatu Pyskowice. Erygowana w 1256 r.